# ウーラス
ウーラス（イタリア語: Uras）は、イタリア共和国サルデーニャ自治州オリスターノ県にある、人口約2,800人の基礎自治体（コムーネ）。

## 地理

### 位置・広がり

#### 隣接コムーネ
隣接するコムーネは以下の通り。
- マッルービウ
- マズッラス
- モーゴロ
- モルゴンジョーリ
- サン・ニコロ・ダルチダーノ
- テッラルバ